# Paranemia
Paranemia — род жесткокрылых из семейства чернотелок.

## Описание
Передние голени с широким, направленным наружу зубцом, в средней части на округлом выступе наружного края с тремя-четырьмя зубчиками. Верхняя часть тела в коротких прилегающих волосках.

## Систематика
В составе рода:
- Paranemia bicolor
- Paranemia lepetzi
- Paranemia schroederi